# スキャメル パイオニア
スキャメル パイオニア（Scammell Pioneer）は、1920年代にイギリスのスキャメルで開発され、第二次世界大戦時のイギリス軍で砲兵トラクター、軍用回収車、戦車運搬車として運用された、6×4輪駆動のトラクタートラックである。

## 概要
スキャメル パイオニアは、当時舗装道路の少なかったイギリスの荒地を走行可能な6×4輪駆動のオフロード車両として1927年に開発された。全輪駆動では無かったが、優れたサスペンションとエンジンにより走行性は良く、低いギア比の変速機により荒地での牽引力も優れていた。
軍用車として開発されていたわけではなかったが、イギリス国防省は1932年にガソリンエンジン型を試験的に導入し、18トンのセミトレーラーを牽引する戦車運搬車として訓練部隊に配備した。しかし部隊での評判は良くなく、追加配備は1937年まで行われなかった。この後イギリス軍に配備されたパイオニアは全て、ガードナー社製、出力102馬力の6気筒ディーゼルエンジンの搭載型となった。

### 砲兵トラクター型
1935年から第二次世界大戦を通じて、パイオニア R100 重砲兵トラクター（heavy artillery tractor）が重火砲の牽引に用いられた。パイオニア R100は火砲を牽引しつつ、砲兵・弾薬・装備品を搭載して輸送可能であった。
大戦初期にはBL 60ポンド砲、BL 6インチ 26cwt榴弾砲やBL 4.5インチ砲、BL 5.5インチ砲などの牽引に多用された。AECマタドールが中型の砲兵トラクタートラックとして登場すると、パイオニア R100はより大型のBL 8インチ榴弾砲 Mk6、M59 155mmカノン砲、BL 7.2インチ榴弾砲の牽引に使用された。
砲兵トラクター型のパイオニア R100は、1940年6月のフランス北部ダンケルクの戦いにおけるイギリス海外派遣軍の大規模撤退作戦（ダイナモ作戦）の際に多数が失われた。一部はイギリス軍部隊によって破壊処理され、また一部はドイツ軍により鹵獲された。
大戦中を通じ、合計980両の砲兵トラクター型 パイオニア R100 が生産、運用された。1943年頃からは後継車種としてアルビオン CX22の部隊配備が行われたが、充分な数は揃わず、パイオニア R100も終戦まで使用された。

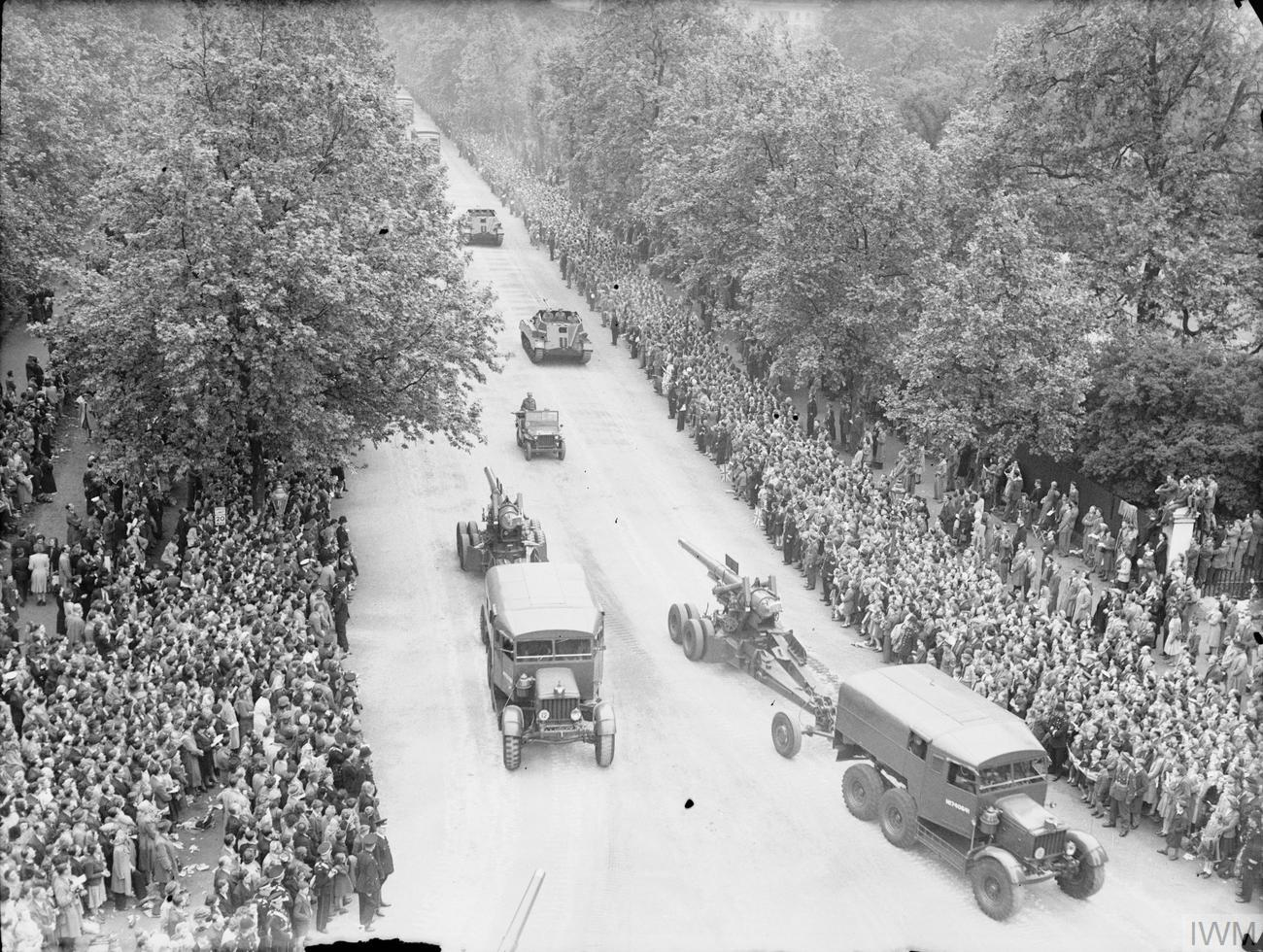
砲兵トラクター型のスキャメル パイオニア。1946年6月、ロンドンでの戦勝記念パレード。
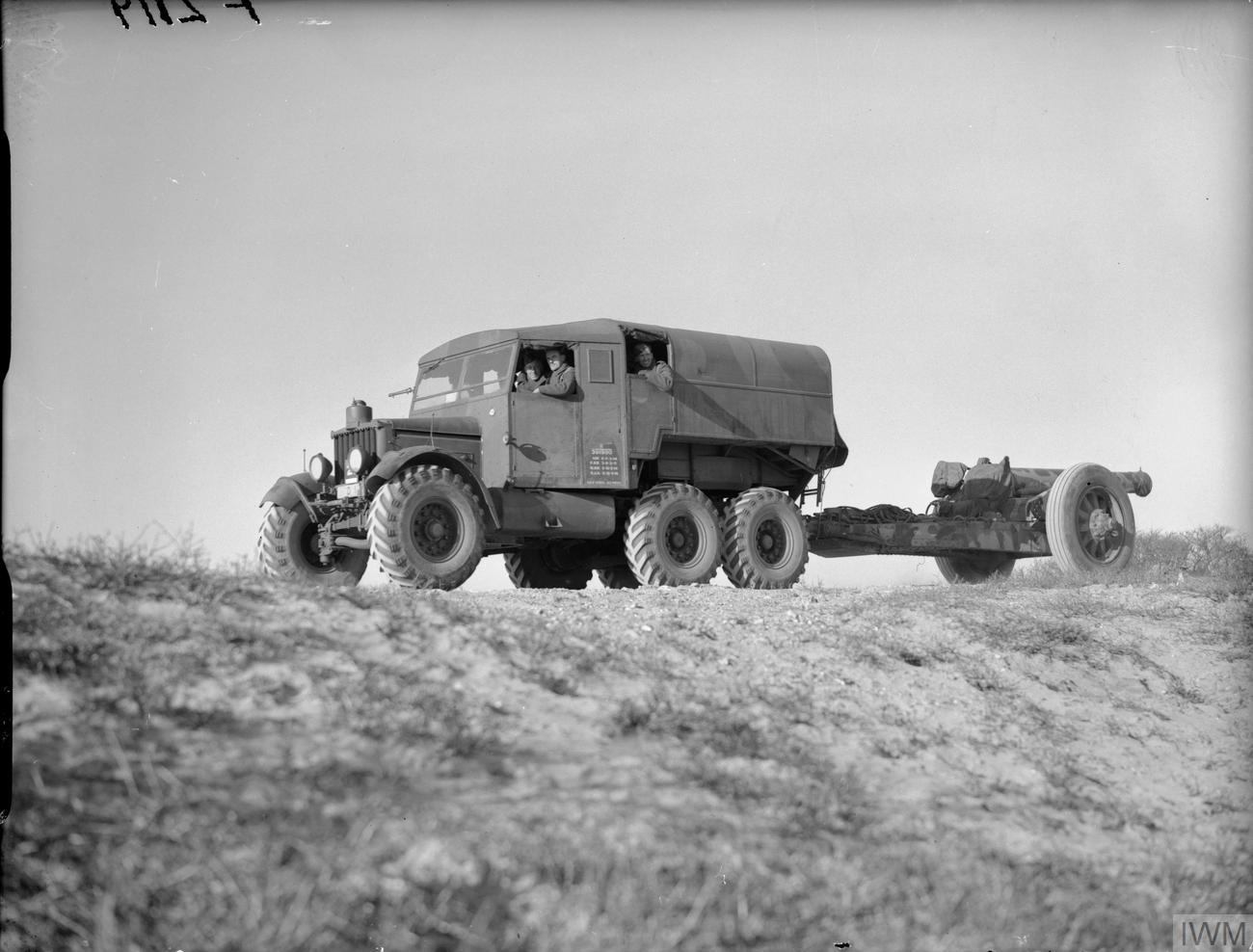
BL 8インチ榴弾砲 Mk6を牽引する砲兵トラクター型のスキャメル パイオニア。1940年。
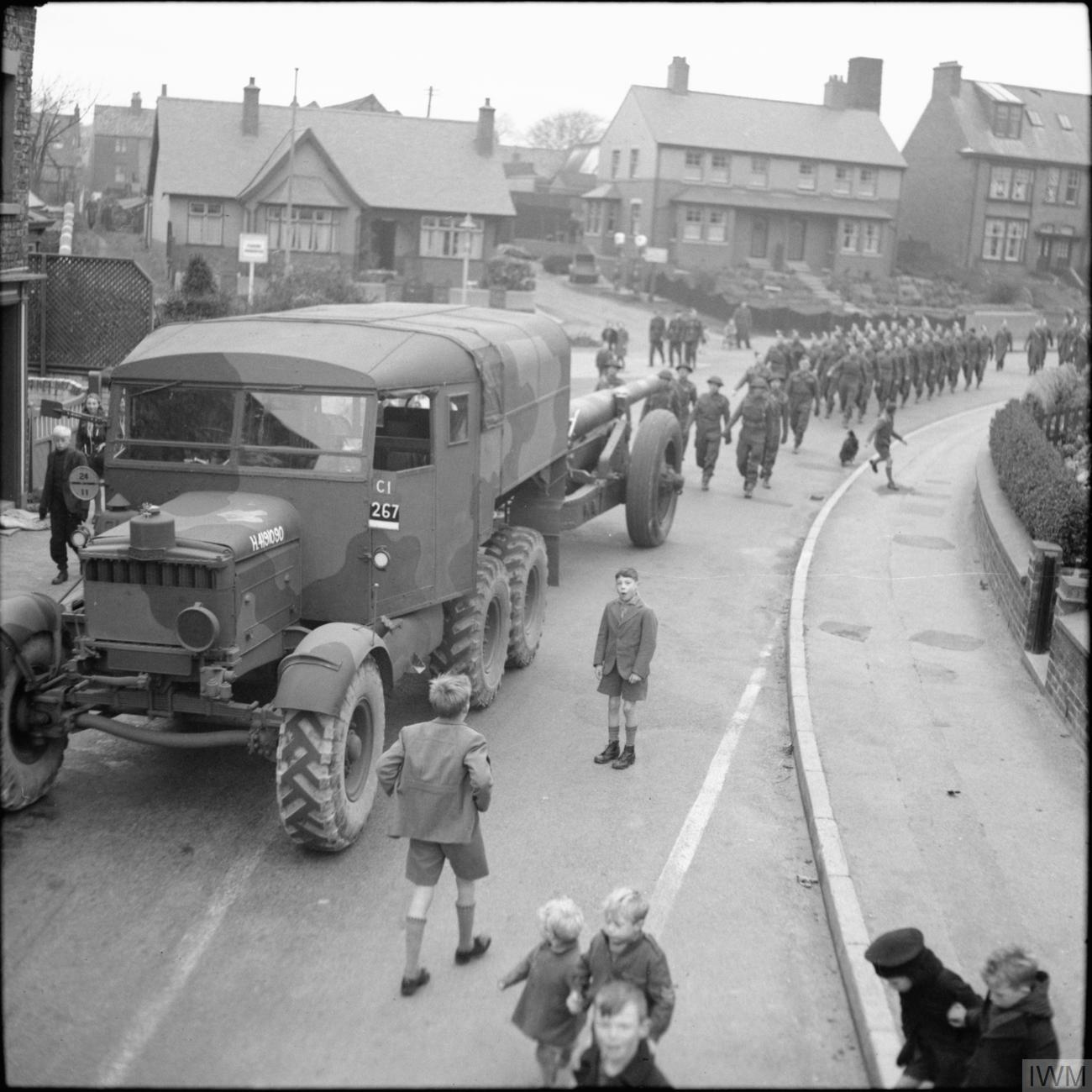
砲兵トラクター型のスキャメル パイオニア。1941年、ヨークシャー。

### 回収車型
1936年から、イギリス陸軍は回収車（recovery vehicle）型のパイオニアの導入を始めた。最初に配備された43両は、いずれも3トンのクレーンとレッカー設備（トウバーなど）を備えたパイオニア SV1S、およびパイオニア SV1T型であった。これらの車両も砲兵トラクター型と同様、1940年6月のダンケルクの戦いにおける大規模撤退作戦（ダイナモ作戦）の際にその多くが失われた。
改良型のパイオニア SV2Sはクレーンの吊り上げ高さがより高くなるよう改修されており、1938年から大戦中を通じて生産され、1,975両が生産、運用された。
これらのパイオニアの装備には、不整地踏破能力を高めるため後部の２輪に装着可能な取り外し式の履帯（キャタピラ）も含まれていた。
回収車型のパイオニアは、一部の陸軍部隊では1980年代まで運用が続けられていた。

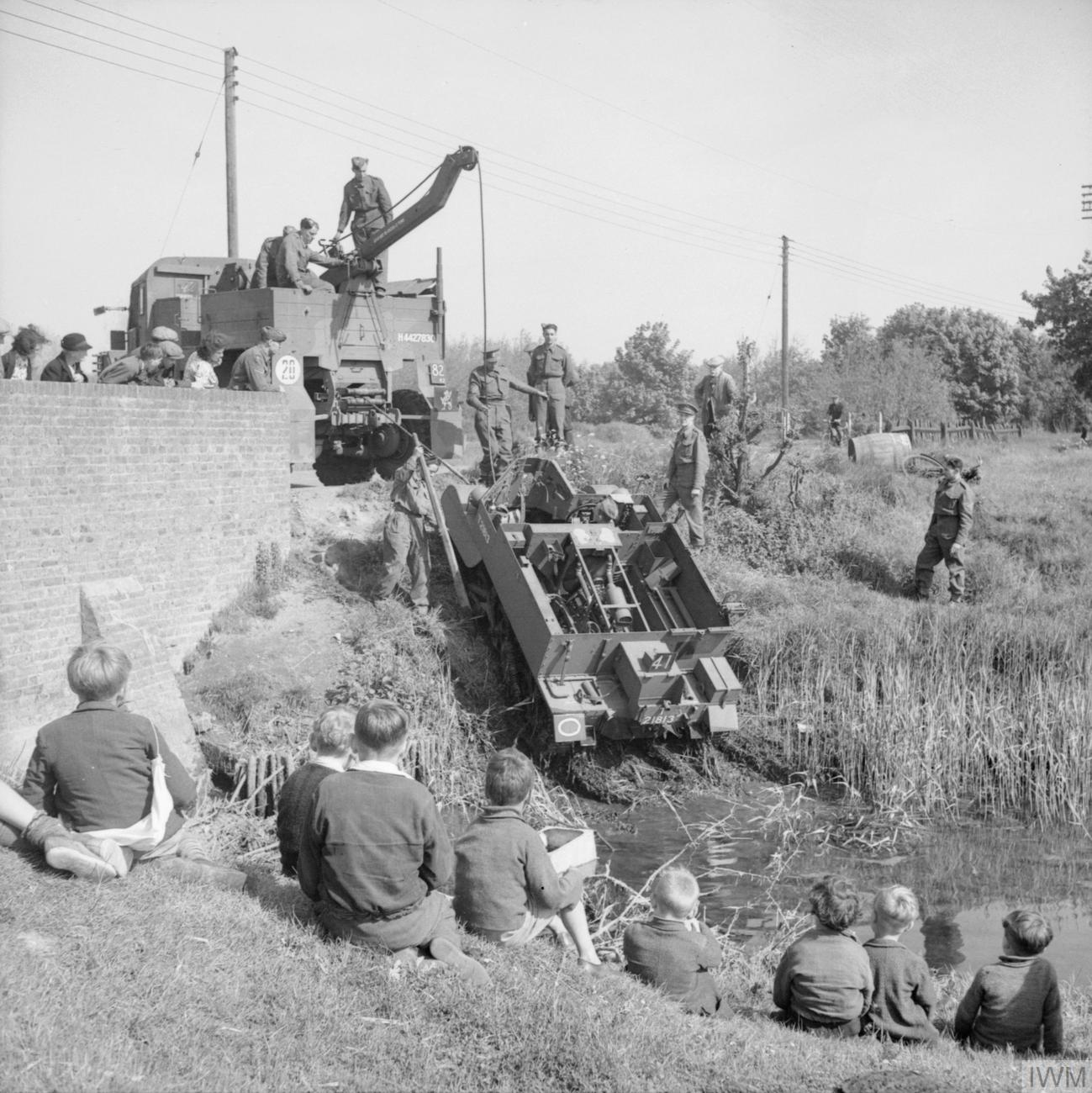
ユニバーサルキャリアを引き揚げる回収車型のスキャメル パイオニア。1941年、サセックス。
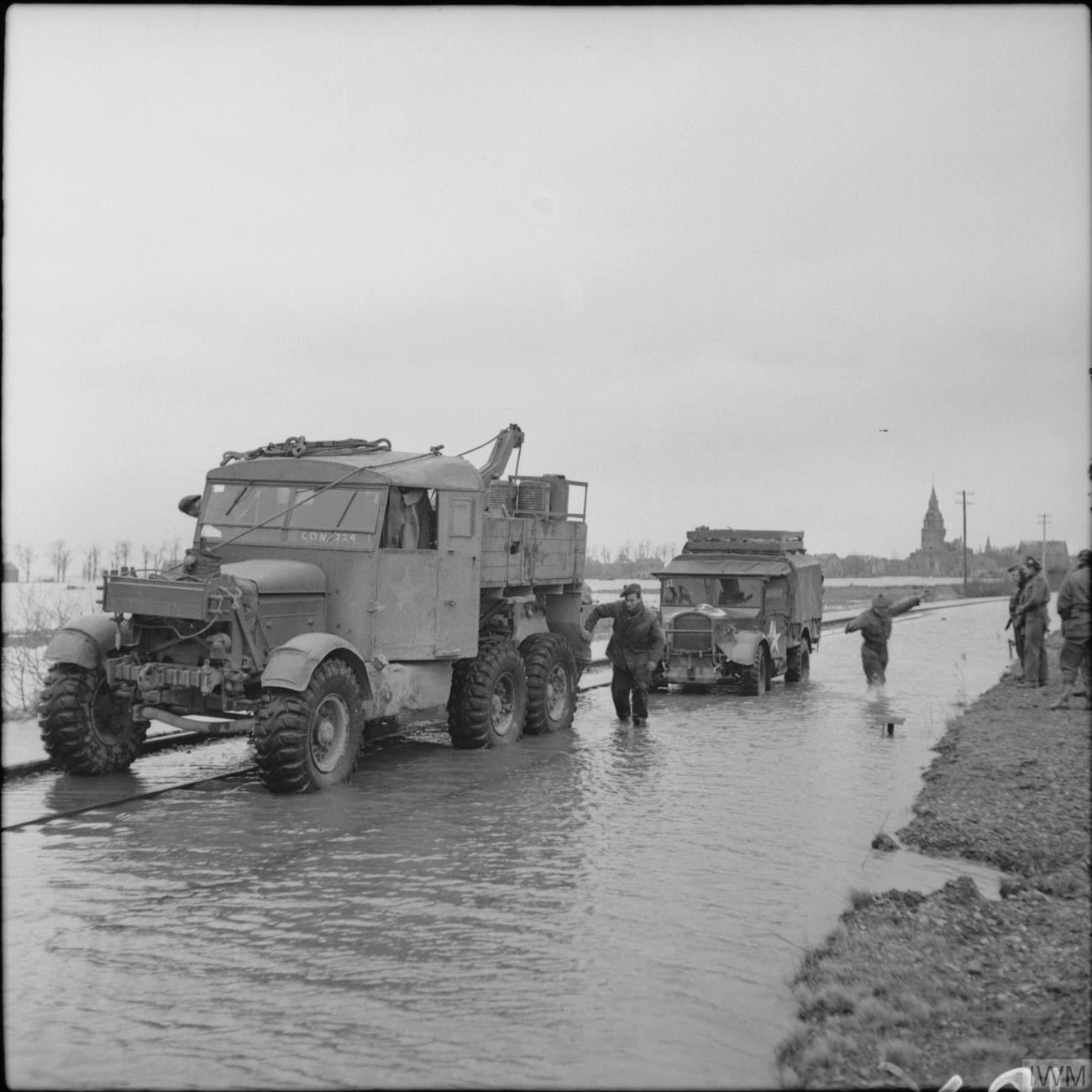
回収車型のスキャメル パイオニア。1945年。
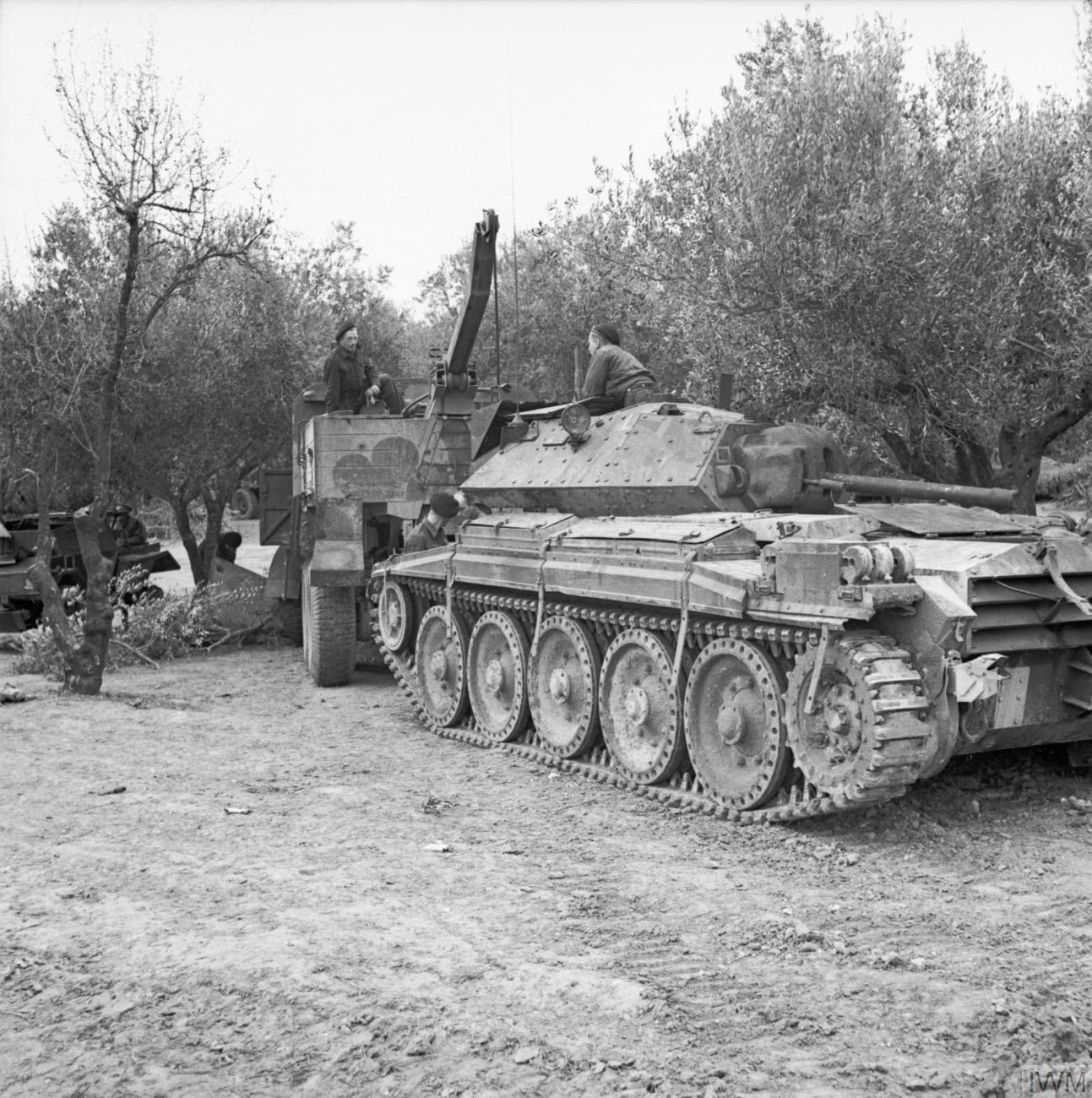
クルセーダー巡航戦車を牽引する回収車型のスキャメル パイオニア。1943年、チュニジア。

### 戦車運搬車型
1932年に配備されたガソリンエンジン搭載の試作型を除けば、戦車運搬車型のパイオニアの配備は1937年まで開始されなかった。戦車運搬車型としての生産型はパイオニア TRCU20で、この車両はシャーシ、キャブが少し延長され戦車兵が乗れるようになっており、4個の後輪は砲兵トラクター型・回収車型に比べて大きなものに変更されていた。積載量20トンの"パイオニア TRCU20"、"パイオニア TRMU20"の他、積載量30トンの"パイオニア TRCU30"、"パイオニア TRMU30"も開発された。いずれのタイプも、現在の一般的なセミトレーラートラックや戦車運搬車と異なり、トラクター部とセミトレーラーの連結部分を簡単に外す事ができなかった。セミトレーラーに戦車を載せるためのランプは、トラクター部分に装備されたウィンチで引き上げて固定する仕様であった。
パイオニア戦車運搬車は、アメリカ軍から供与されたM4シャーマン戦車などを搭載して運用するには背が高すぎるのとやや非力であったため、1941年頃から、アメリカで開発されたM19"ダイアモンドT"戦車運搬車への更新が進められた。しかしながらパイオニア戦車運搬車の生産も大戦中を通じて続けられ、総計459両が生産された。
戦後は、パイオニア戦車運搬車の背の高いトレーラーはあまり役に立たないものとして多くがスクラップになり、トラクター部分は別のトレーラーの牽引に転用されたり、民間に売却されたりした。

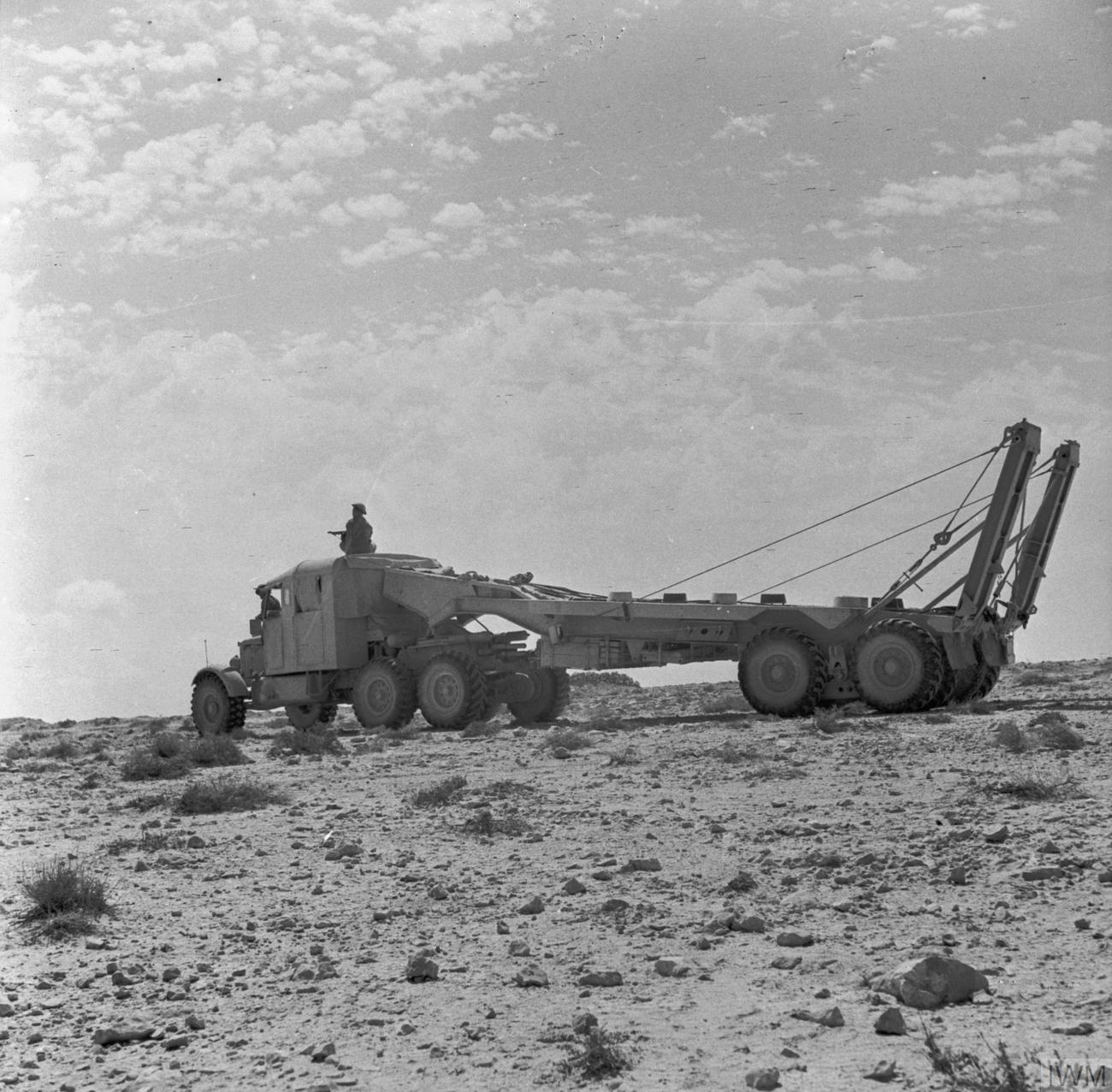
戦車運搬車型のスキャメル パイオニア。1942年、北アフリカ戦線。
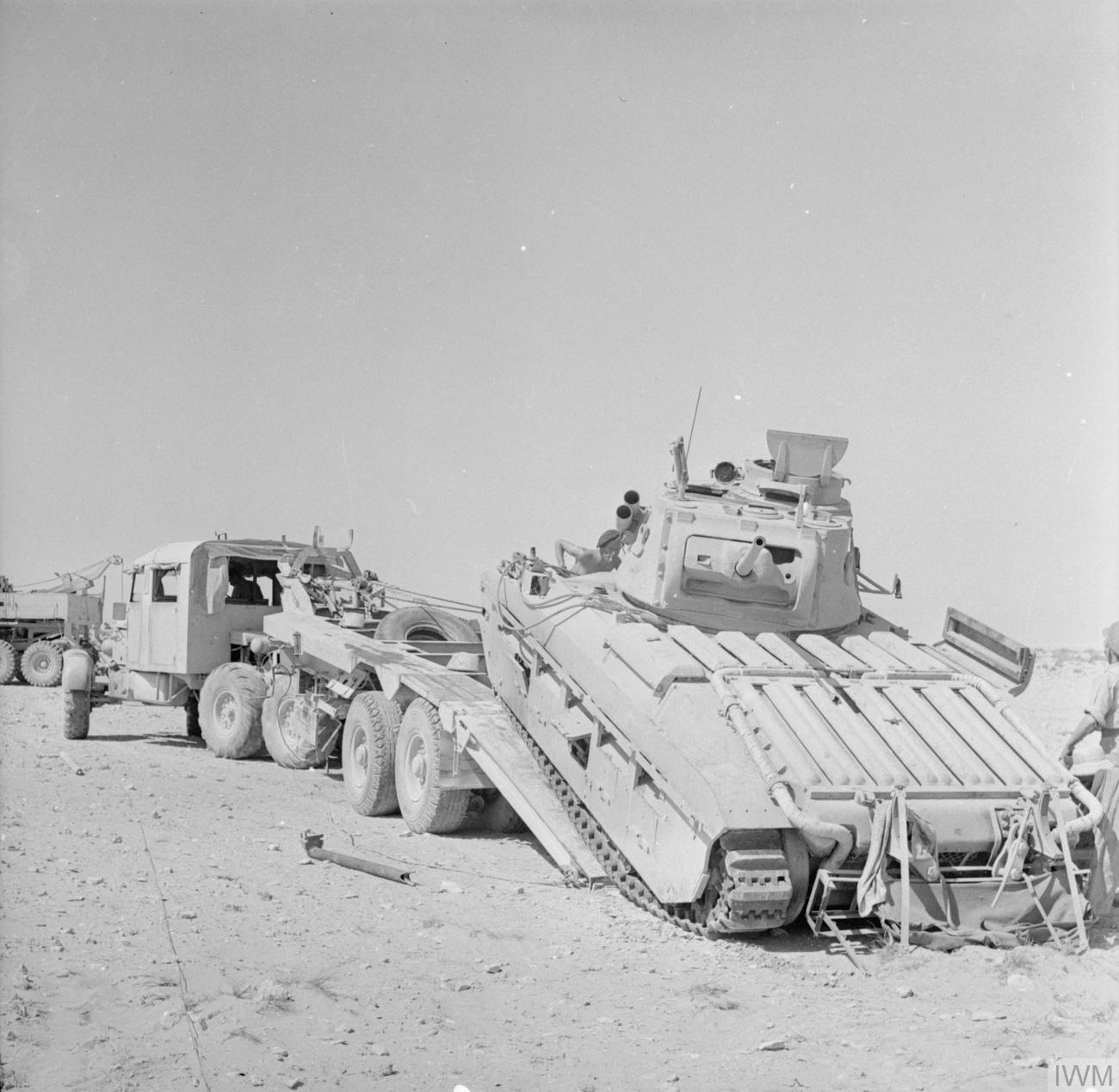
マチルダII歩兵戦車を搭載中の戦車運搬車型のスキャメル パイオニア。1942年、北アフリカ戦線。
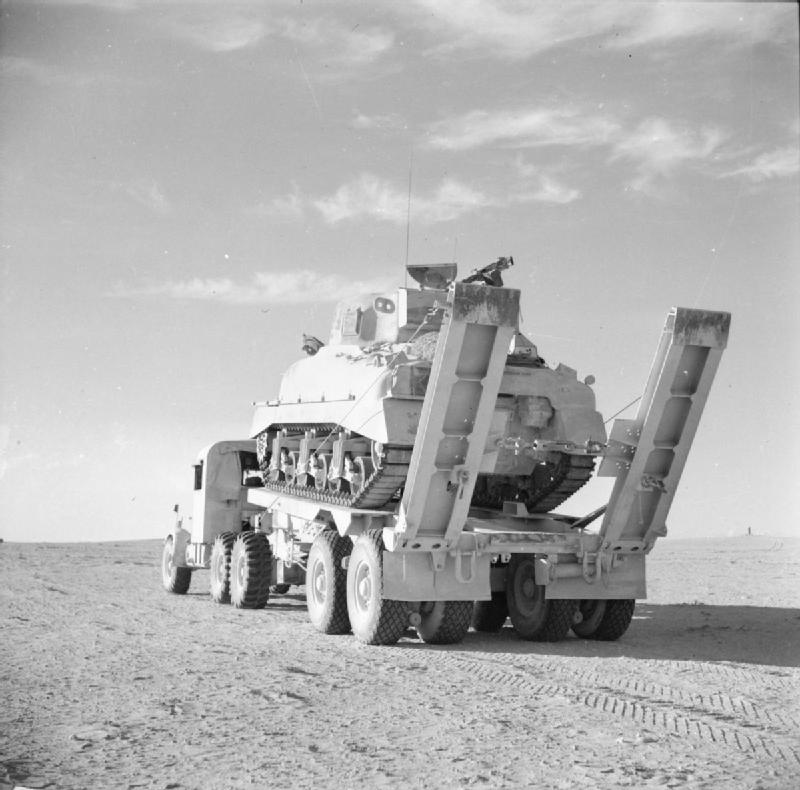
M4シャーマン戦車を搭載した戦車運搬車型のスキャメル パイオニア。1942年、北アフリカ戦線。

## 形式
パイオニア R100
砲兵トラクター型。980両生産。
パイオニア SV1S
回収車型。SV1Tと合わせて43両生産。
パイオニア SV1T
回収車型。SV1Sと合わせて43両生産。
パイオニア SV2S
回収車型の主量産型。1,975両生産。
パイオニア TRCU20 / TRMU20
戦車運搬車型。積載量20トン。
パイオニア TRCU30 / TRMU30
戦車運搬車型。積載量30トン。戦車運搬車型、各型合わせて459両生産。

## 使用国
- イギリス